# Махнівська сільська територіальна громада
Махнівська сільська громада — територіальна громада в Україні, в Хмільницькому районі Вінницької області. Адміністративний центр — село Махнівка.
Утворена 11 вересня 2019 року шляхом об'єднання Вовчинецької, Махнівської та Переможнянської сільських рад Козятинського району.
12 червня 2020 року Махнівська сільська громада утворена у складі Безіменської, Вовчинецької, Куманівської, Махнівської, Переможненяської, Поличинецької, Тернівської та Юрівської сільських рад Козятинського району.

## Населені пункти
До складу громади входять 1 селище (Садове) і 19 сіл: Безіменне, Вовчинець, Куманівка, Листопадівка, Мала Клітинка, Марківці, Махнівка, Медведівка, Молодіжне, Молотківці, Мшанець, Немиринці, Перемога, Поличинці, Тернівка, Туча, Хліборобне, Чернички та Юрівка.